# Cathy Silvers
Cathy Silvers (New York, 27 maggio 1961) è un'attrice statunitense.
Figlia dell'attore comico Phil Silvers, è conosciuta per aver interpretato il ruolo di Jenny Piccalo nella serie televisiva Happy Days.